# Jost Schneider
Jost Schneider (* 1962 in Düsseldorf) ist ein deutscher Germanist und Hochschullehrer an der Ruhr-Universität Bochum.

## Karriere
Schneider wurde 1962 in Düsseldorf geboren und legte 1980 am Lessing-Gymnasium sein Abitur ab. Im Sommer desselben Jahres absolvierte er ein Volontariat im Goethe-Museum der Stadt. Bis 1986 studierte er Germanistik und Philosophie an den Universitäten Düsseldorf, Essen und Bochum. Bis 1990 promovierte er bei Martin Bollacher und Hans-Georg Kemper. Im Jahr 1996 schloss er ebenfalls bei Bollacher seine Habilitation ab. Im Jahr 2002 wurde er zum Apl. Professor an der Ruhr-Universität Bochum ernannt. Seit 2005 leitet er die Arbeitsgruppe „Lesen und Schreiben im Alter“.

## Werke (Monografien)
- Alte und neue Sprechweisen. Untersuchungen zur Sprachthematik in den Gedichten Hugo von Hofmannsthals (= Bochumer Schriften zur deutschen Literatur 18). Lang, Frankfurt a. M. u. a. 1990, 413 Seiten (Dissertation).
- Die Kompositionsmethode Ingeborg Bachmanns. Erzählstil und Engagement in „Das dreißigste Jahr“, „Malina“ und „Simultan“. Aisthesis Verlag, Bielefeld 1999, 512 Seiten (Habilitation).
- Einführung in die moderne Literaturwissenschaft. 1. Auflage, Aisthesis Verlag, Bielefeld 1998, 248 Seiten (5. Auflage 2008).
- Einführung in die Roman-Analyse (= Einführungen Germanistik 3). 1. Auflage, Wissenschaftliche Buchgesellschaft, Darmstadt 2003, 152 Seiten (4. Auflage 2016).
- Mit Karin Kress, Michaela Pappas, Cathrin Rattay: Individuell fördern. 1. Auflage, Auer Verlag, Donauwörth 2010 (4. Auflage 2018).
- Sozialgeschichte des Lesens. Zur historischen Entwicklung und sozialen Differenzierung der literarischen Kommunikation in Deutschland. Walter de Gruyter, Berlin, New York 2004, 483 Seiten.
- Mit Andrea Kresimon, Daniel Händel: Schlüsselkompetenzen: Reden – Argumentieren – Überzeugen. J.B. Metzler, Stuttgart und Weimar 2007, 179 Seiten (Onlineauflagen 2015, 2016).
- Mit Benedikt Jeßing, Karin Kress: Kleine Geschichte des deutschen Romans. Lambert Schneider, Darmstadt 2012, 221 Seiten.
- Mit Martina Humbach, Christian Kluwe, Karin Kress, Dirk Schlechter, Rainer Wensing: Inklusion in der Schule. 1. Auflage, Auer, Donauwörth 2013, 85 Seiten (3. Auflage 2018).
- Mit Katja Grashöfer, Gunnar Sandkühler: Neue Medien in der Sekundarstufe. Auer, Donauwörth 2015, 90 Seiten.